# Patricio Galvez
Patricio Galvez, född 22 juli 1968 i Chile, är en svensk musiker, dokumentärförfattare och dokumentärskådespelare. Galvez blev känd för sin kamp att återföra sina sju barnbarn från IS och det syriska fånglägret Al-Hol till hemlandet Sverige.
Galvez har även framträtt i olika debattprogram om barns situation i fånglägren i Syrien. Galvez är bosatt i Göteborg.

### Dokumentärprojekt
Galvez har tillsammans med Joakim Medin skrivit boken Amanda: min dotters resa till IS, som gavs ut 2022. Boken är en dokumentär om hur hans svenskfödda dotter Amanda konverterar till islam och radikaliseras tillsammans med sin make den blivande IS-terroristen Michael Skråmo. Vidare beskrivs deras flytt till Syrien, där båda avlider i striderna, dottern 28 år gammal, och om Galvez kamp för att återföra sina sju barnbarn till Sverige. Han åkte själv ner till Syrien utan den svenska statens medverkan för att hitta barnen som då var mellan ett och åtta år. Däremot var den chilenska regeringen behjälplig i ärendet.
I maj året innan hade den relaterade dokumentärfilmen Children of the Enemy premiär. Den regisserades av Gorki Glaser-Müller och berättar om Galvez kamp för sina barnbarn. Filmen nominerades till 16 olika filmpriser och vann tre. Två för bästa dokumentär och Guldbaggen 2022 för bästa musik, skriven av Lisa Nordström.
Enligt Wall Street Journal fick Galvez kamp för att få hem barnen en positiv effekt på andra europeiska stater att försöka få hem föräldralösa barn från Syrien som var medborgare hos dem, exempelvis Norge, Nederländerna, Tyskland, Österrike och Australien.

### Musik
Galvez spelar musik på bland annat latinamerikanska klubbar i Göteborg.

## Familj
Galvez gifte sig 1989, men separerade från sin dåvarande fru ett par år efter att dottern Amanda föddes. Galvez flyttade till Göteborg och träffade en ny partner som han fick två barn med, innan även de separerade. Dottern Amanda och hennes mor konverterade till islam och båda flyttade tillsammans med Skråmo och tre av barnbarnen till Syrien. De övriga fyra föddes i Syrien. Eftersom Galvez är ateist sågs han inte med blida ögon av Skråmo, som därför försökte hålla honom borta från familjen.